# Tram van Turijn

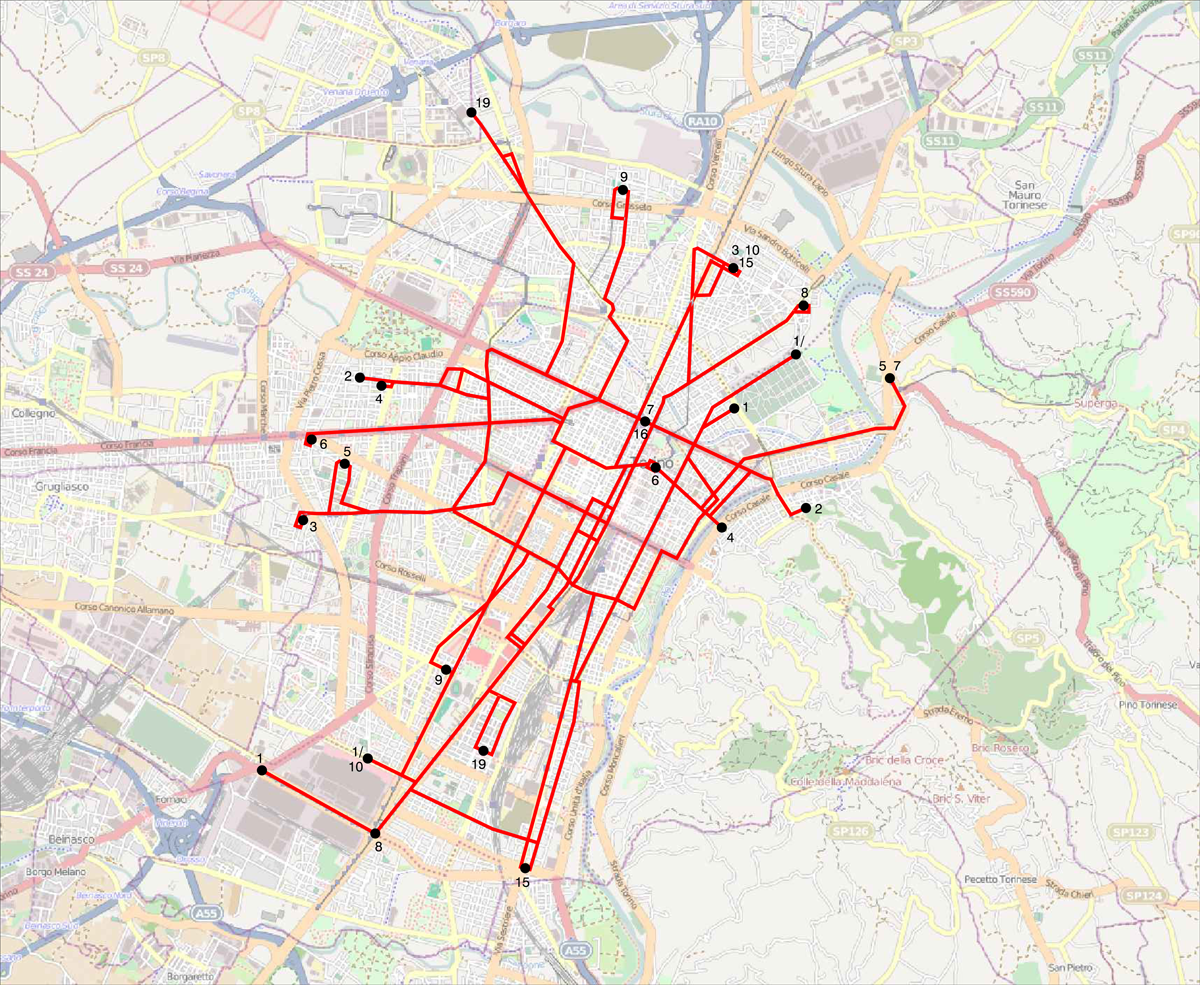
Tramnet van Turijn voor mei 1982.

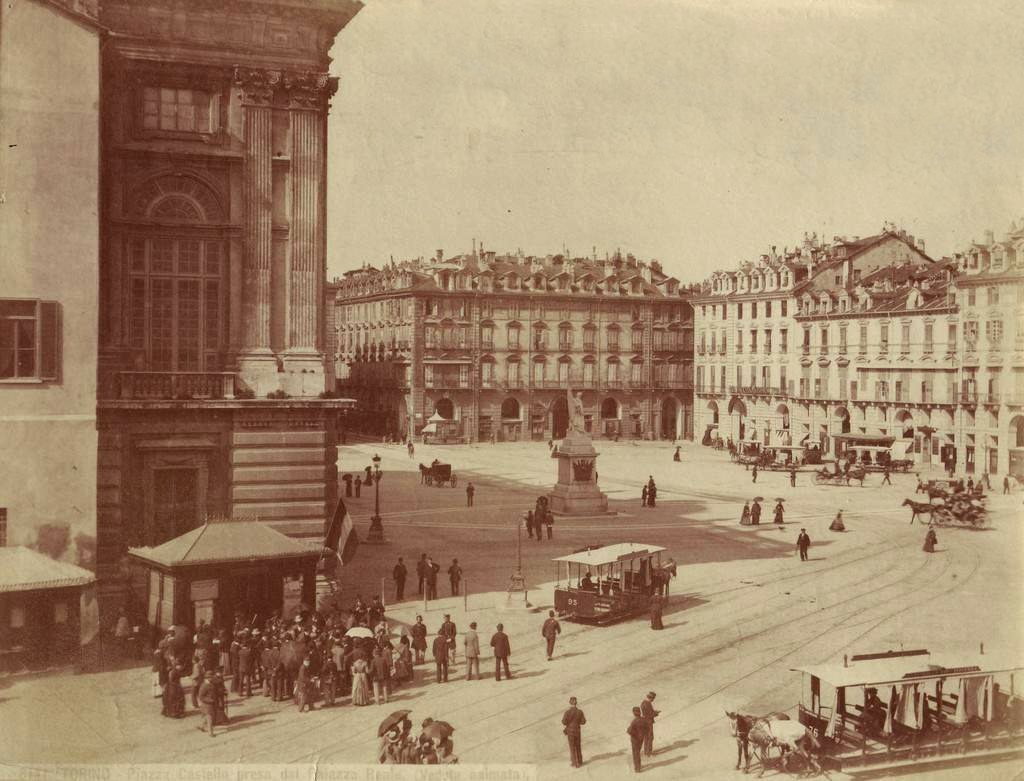
Paardentrams op de Piazza Castello; eind 19e eeuw.

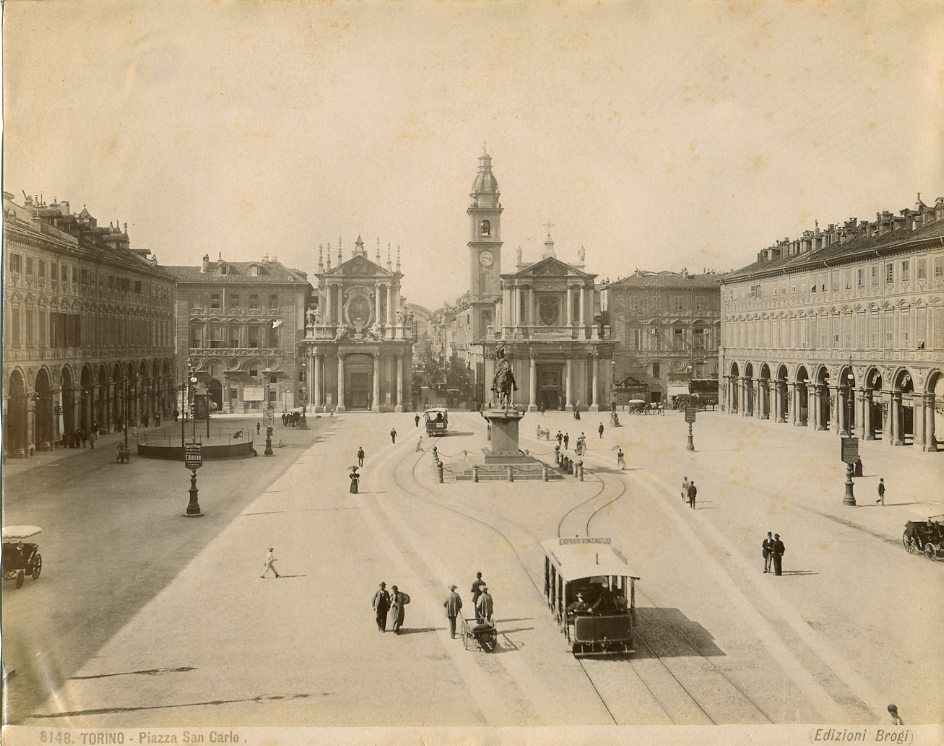
Paardentram op de Piazza San Carlo; eind 19e eeuw.

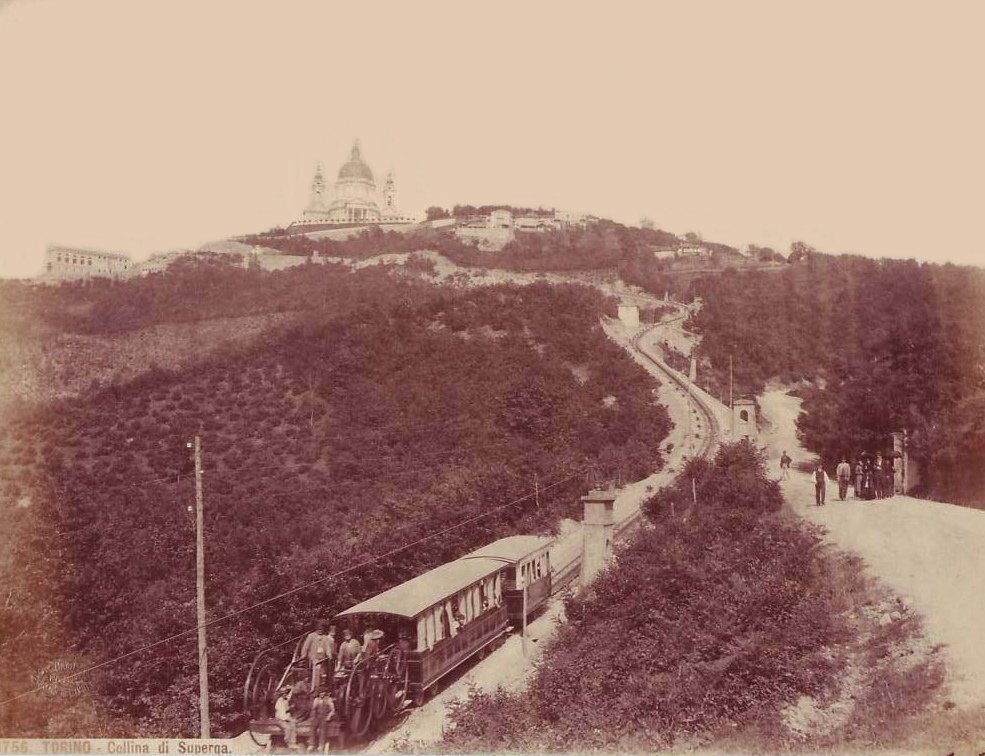
tandradbaan Sassi – Superga in de beginjaren.

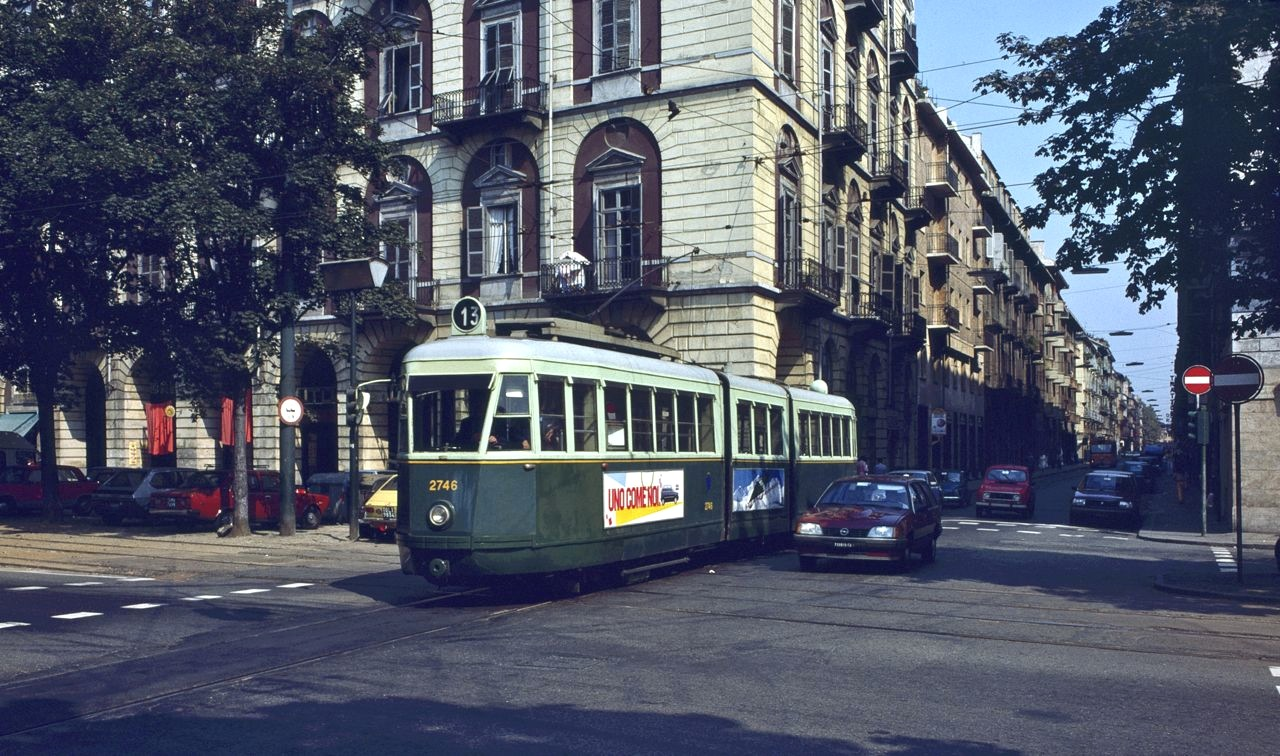
Motorwagen 2746 (bouwjaar 1958) op lijn 13 op de kruising van de Via Vanchiglia en de Corso San Maurizio; 20 september 1983.

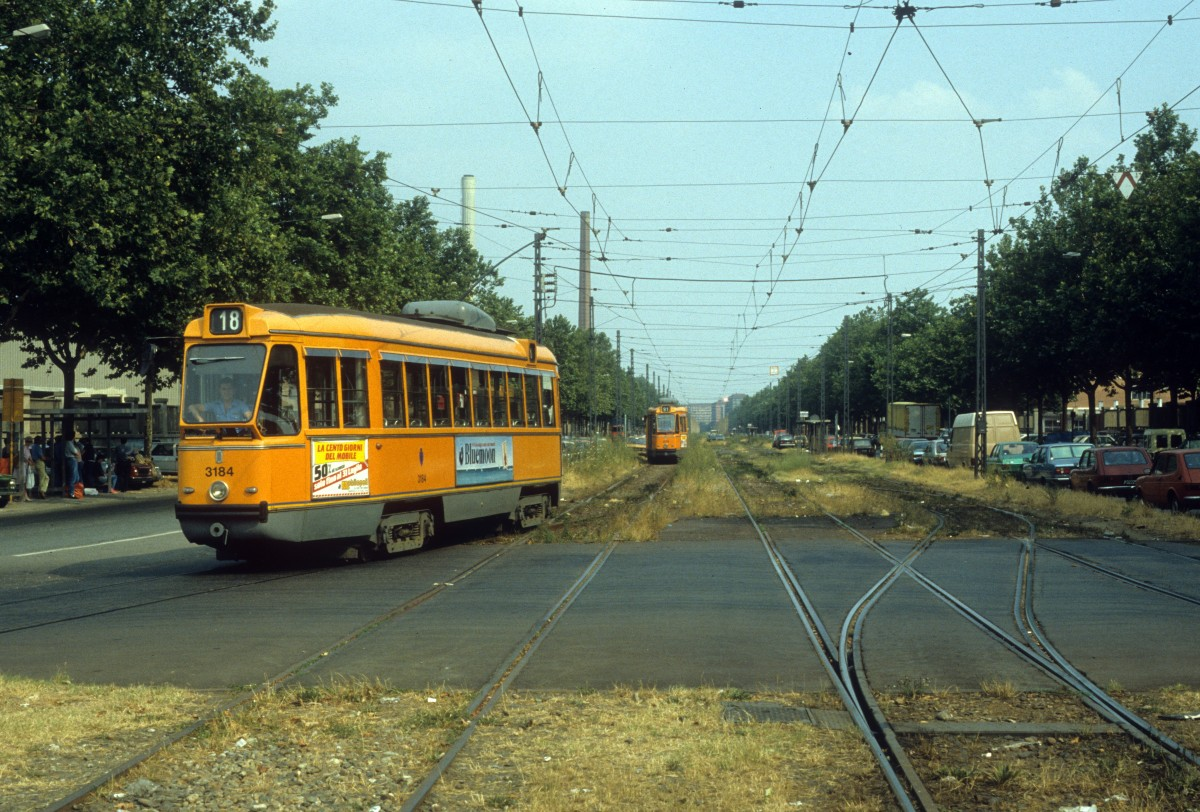
Motorwagen 3184 op lijn 18 op de Corso Luigi Settembrini; augustus 1984.

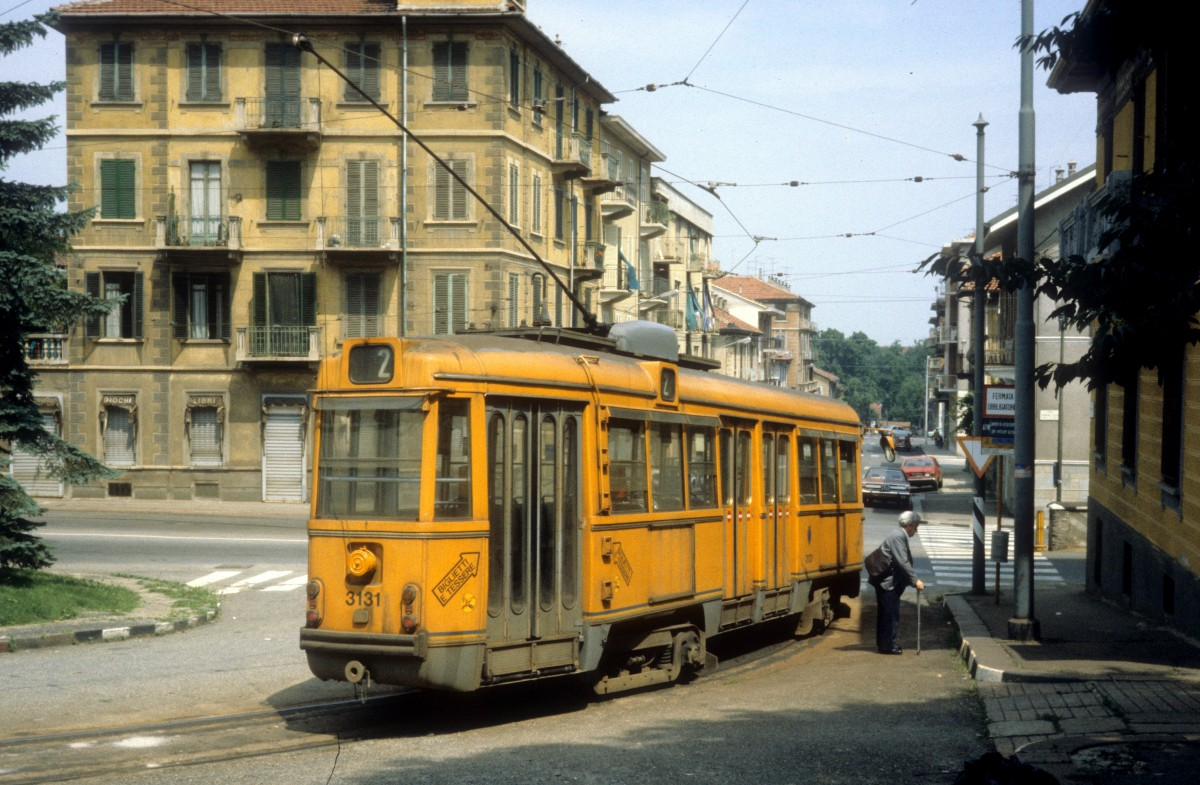
Motorwagen 3131 op lijn 2 op Piazza Toselli; 5 juli 1981.

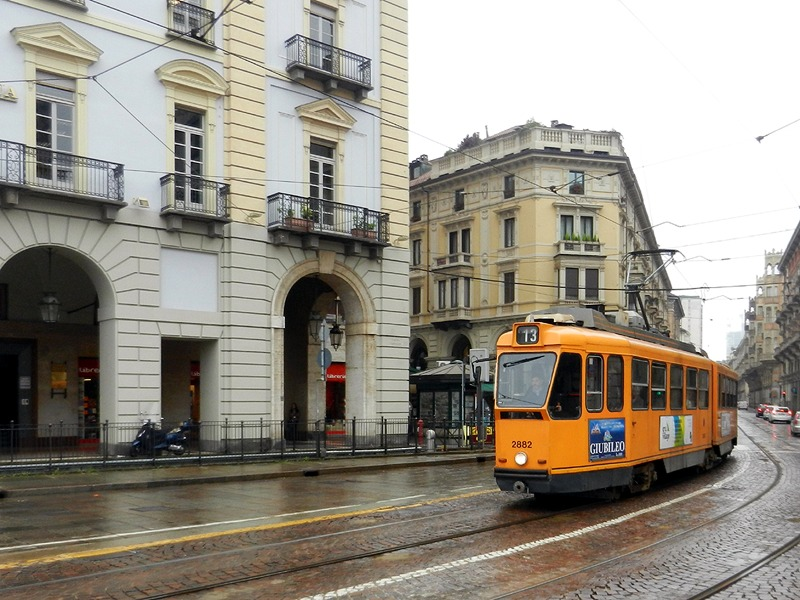
Gelede wagen 2882 op lijn 13 op Piazza Castello; mei 2013.

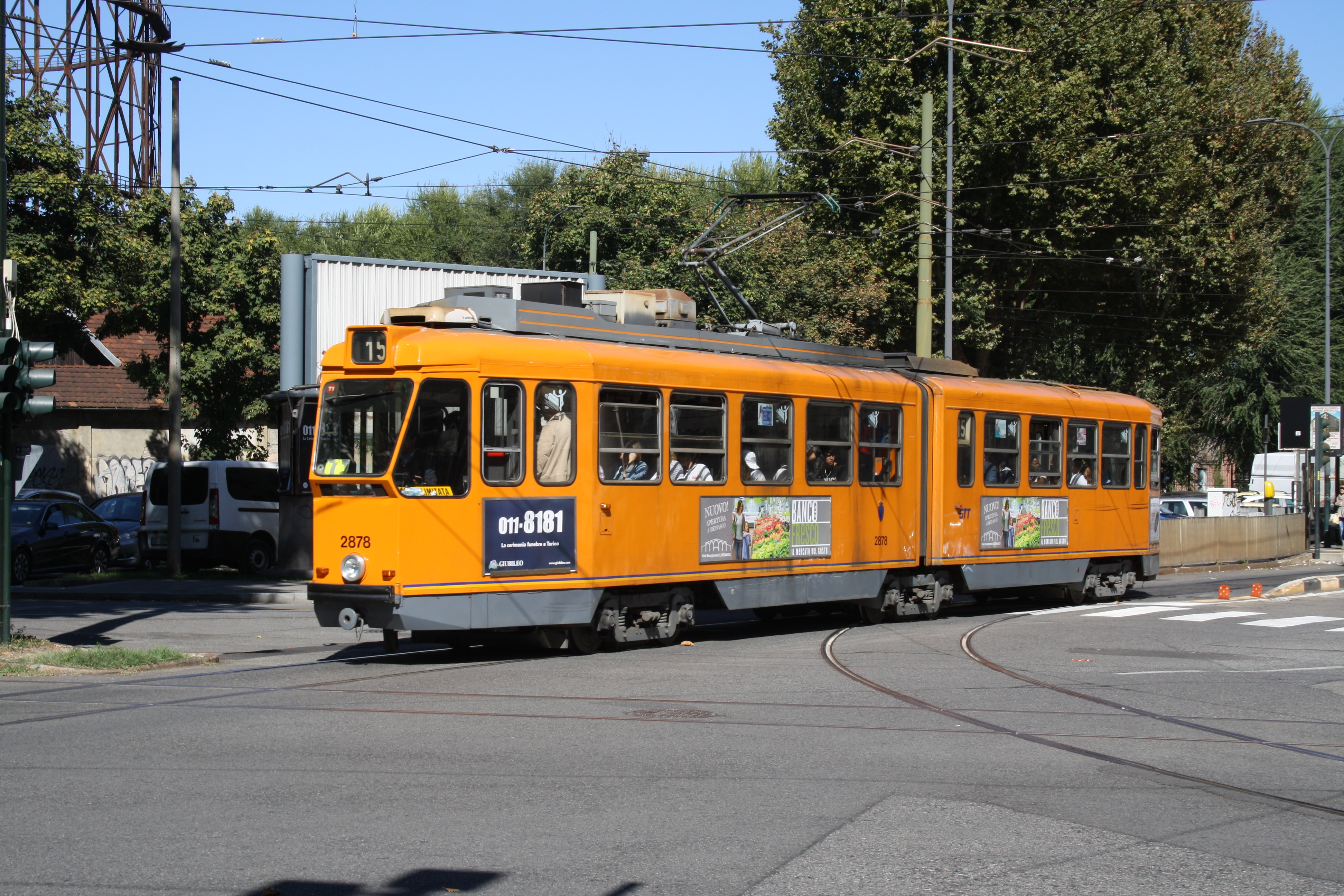
Gelede wagen 2878 op lijn 15; 20 september 2017.

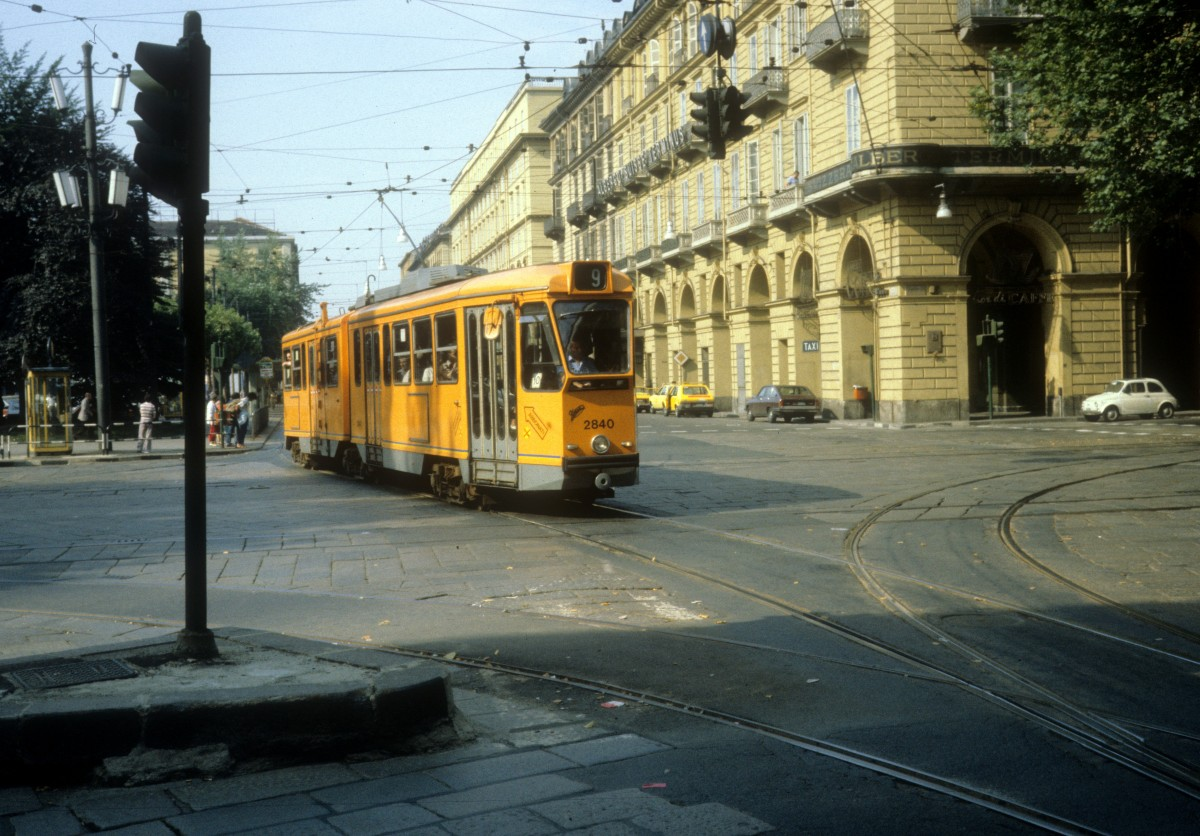
Gelede wagen 2840 op lijn 9 op de Corso Vittorio Emanuele II; 5 juli 1981.

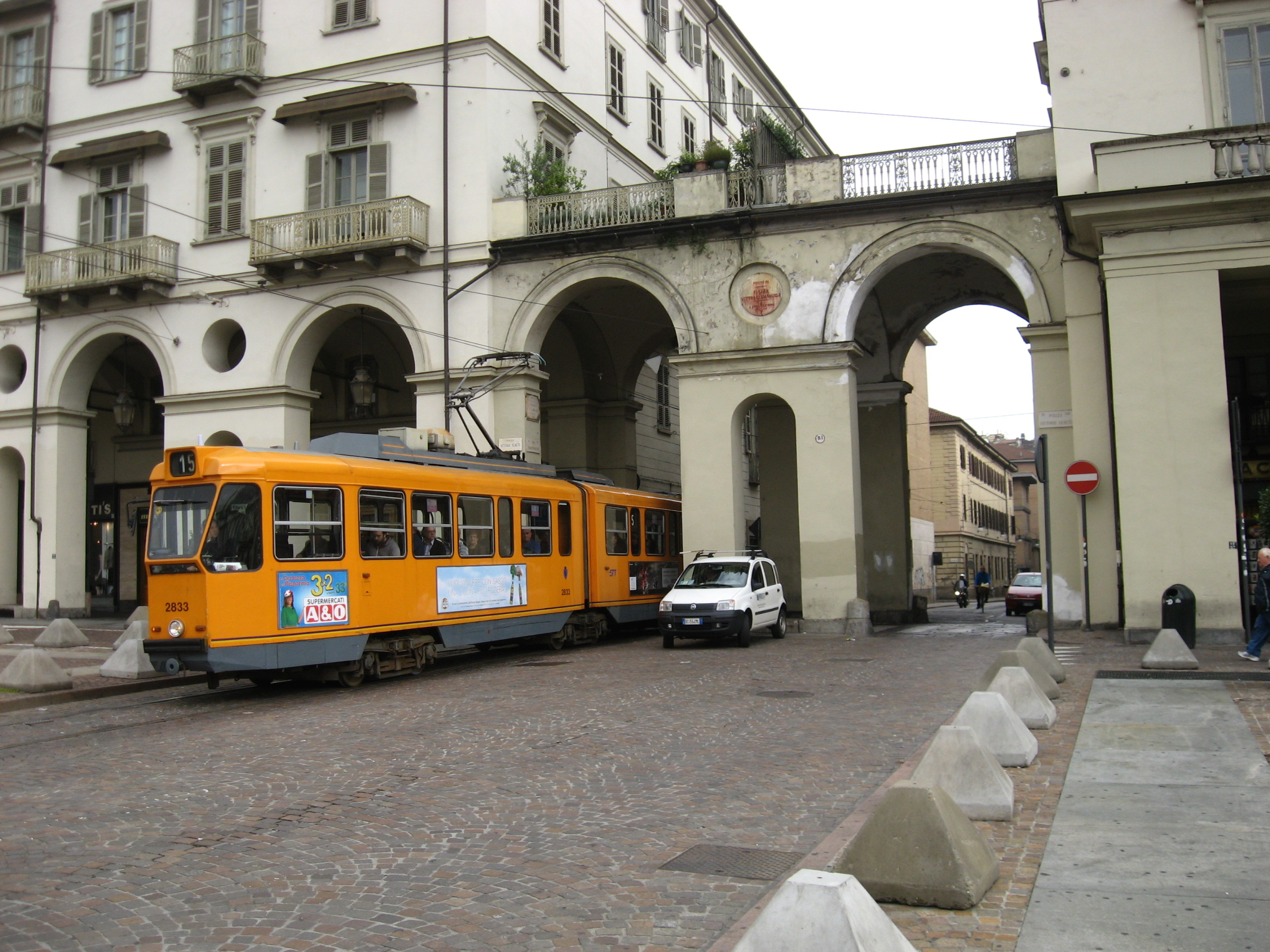
Gelede wagen 2833 op lijn 15; 17 september 2009.

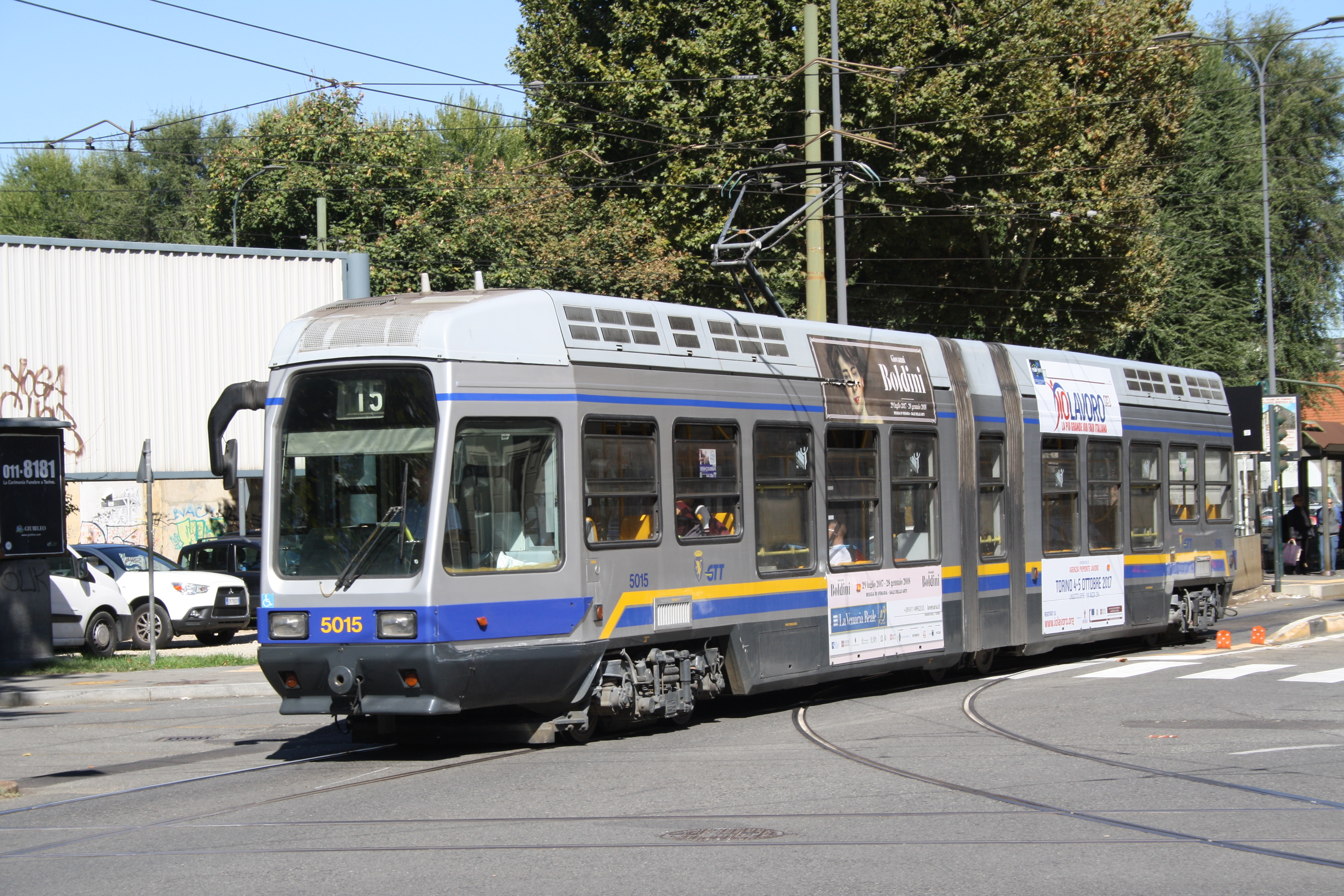
Gelede wagen 5015 op lijn 15; 20 september 2017.

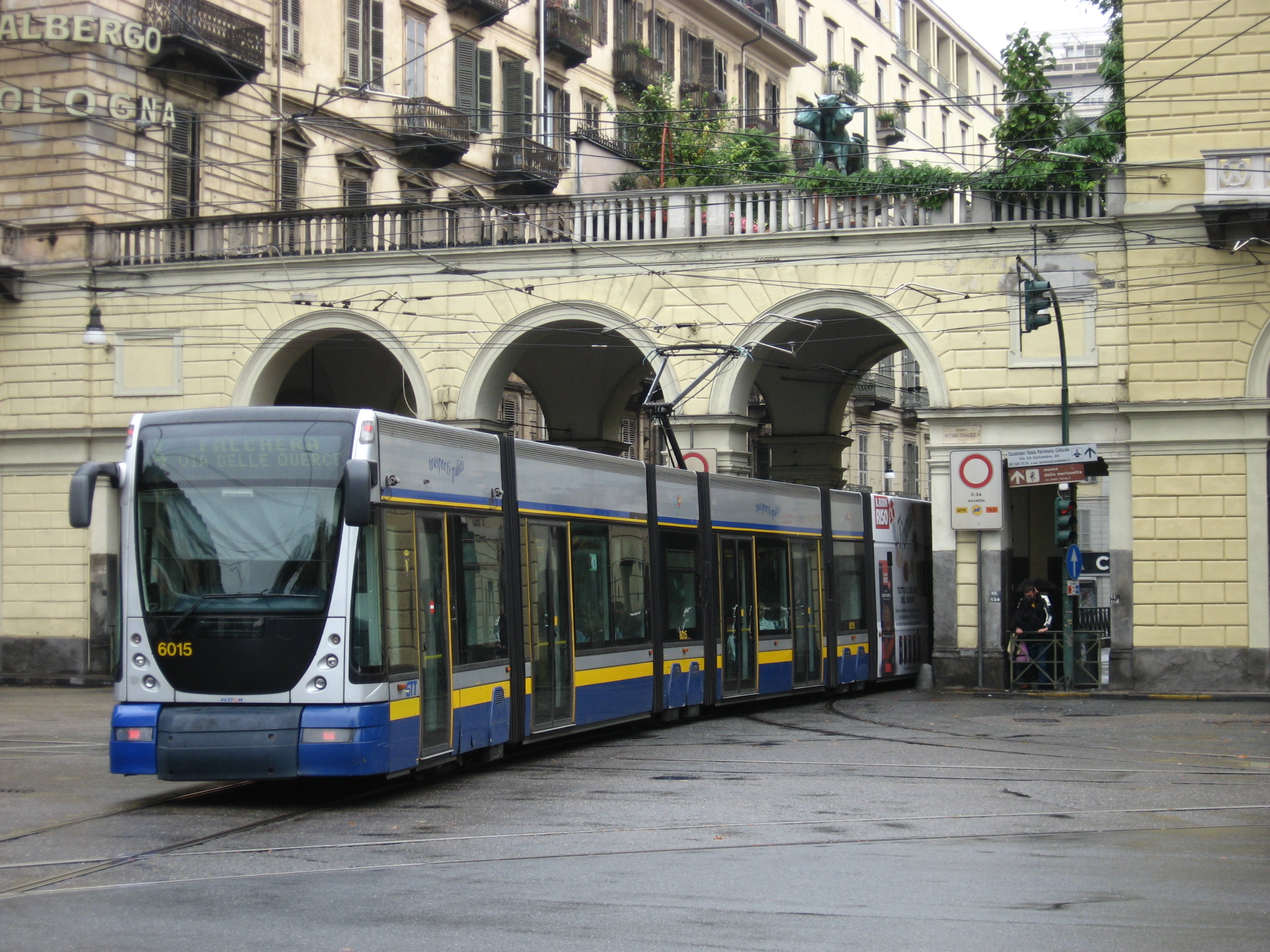
Lagevloertram 6015 (serie 6000; Alstom Cityway) op lijn 4; 16 september 2009.

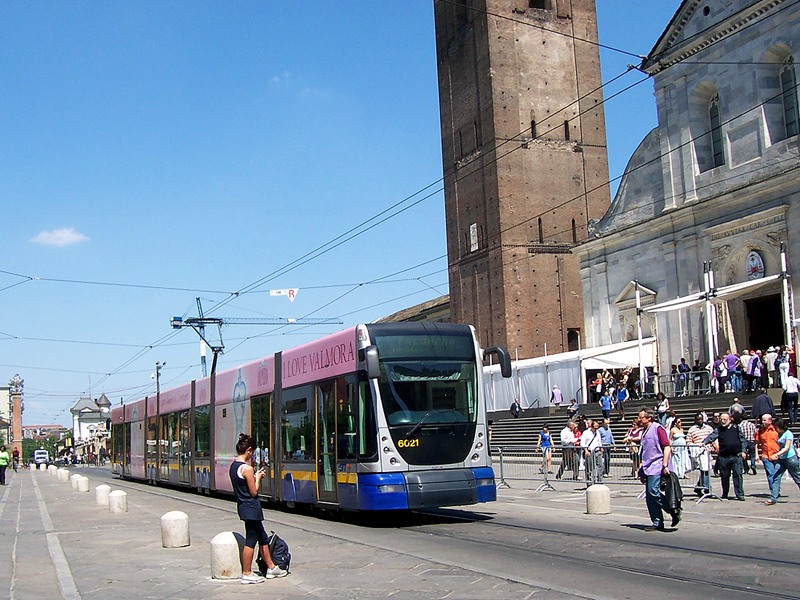
Lagevloertram 6021 (serie 6000; Alstom Cityway) voor de Dom; mei 2010.

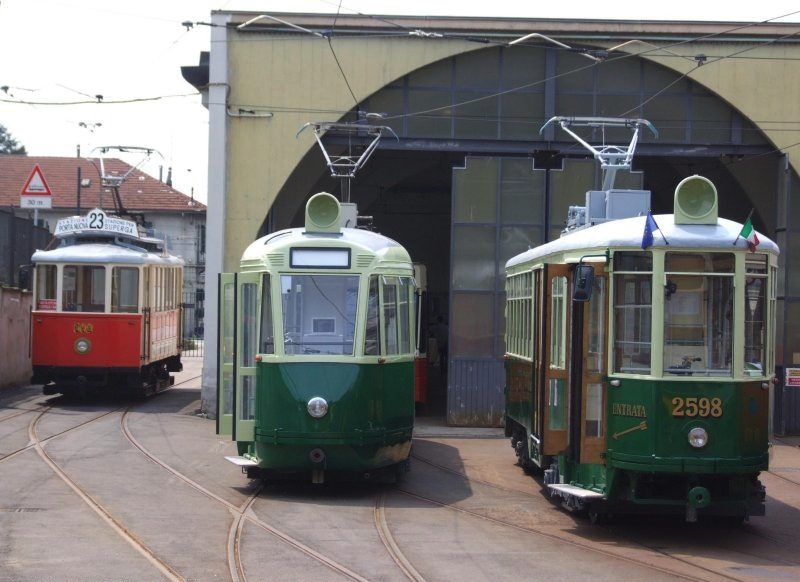
Museumtrams van Turijn

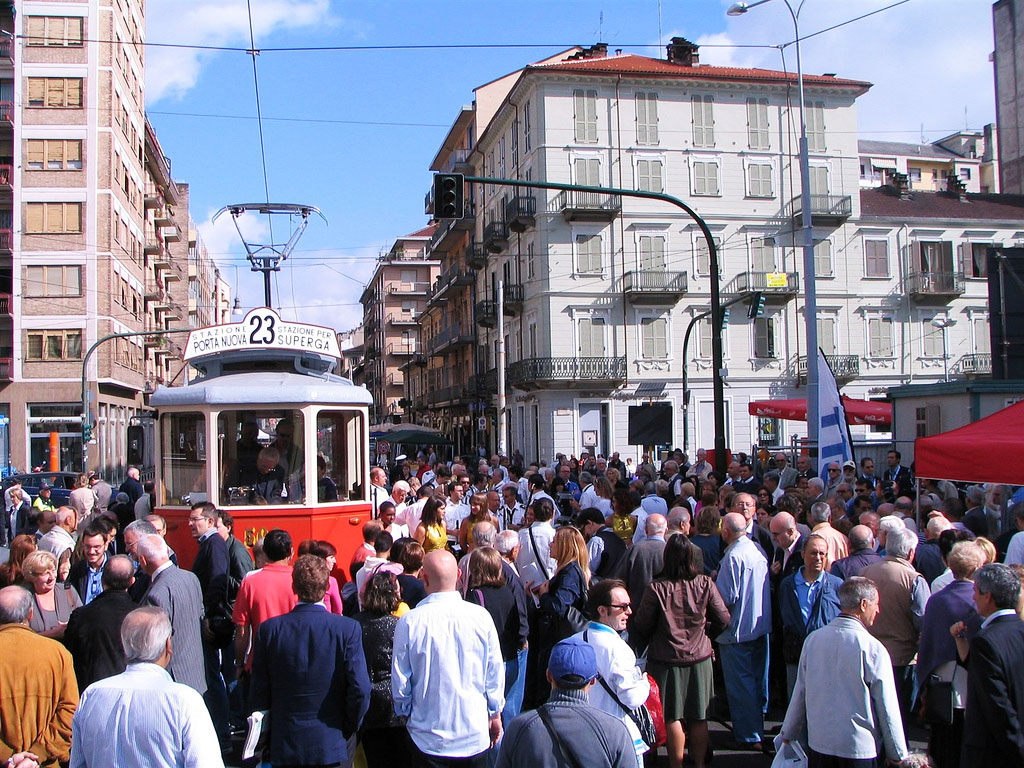
Museumtram bij een buurtfeest

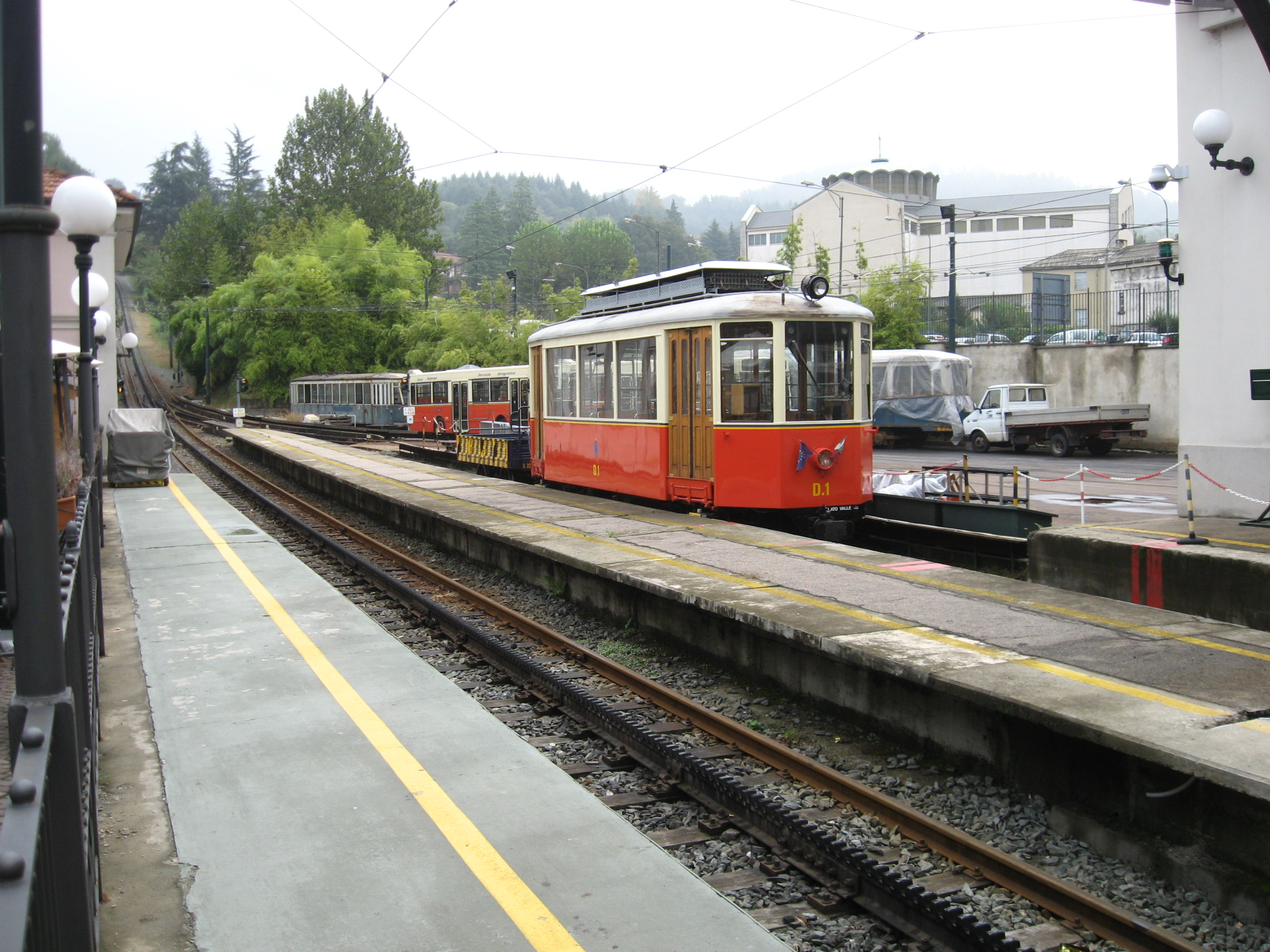
Tandradtramlijn Sassi – Superga. Motorwagen D.1; 17 september 2009.

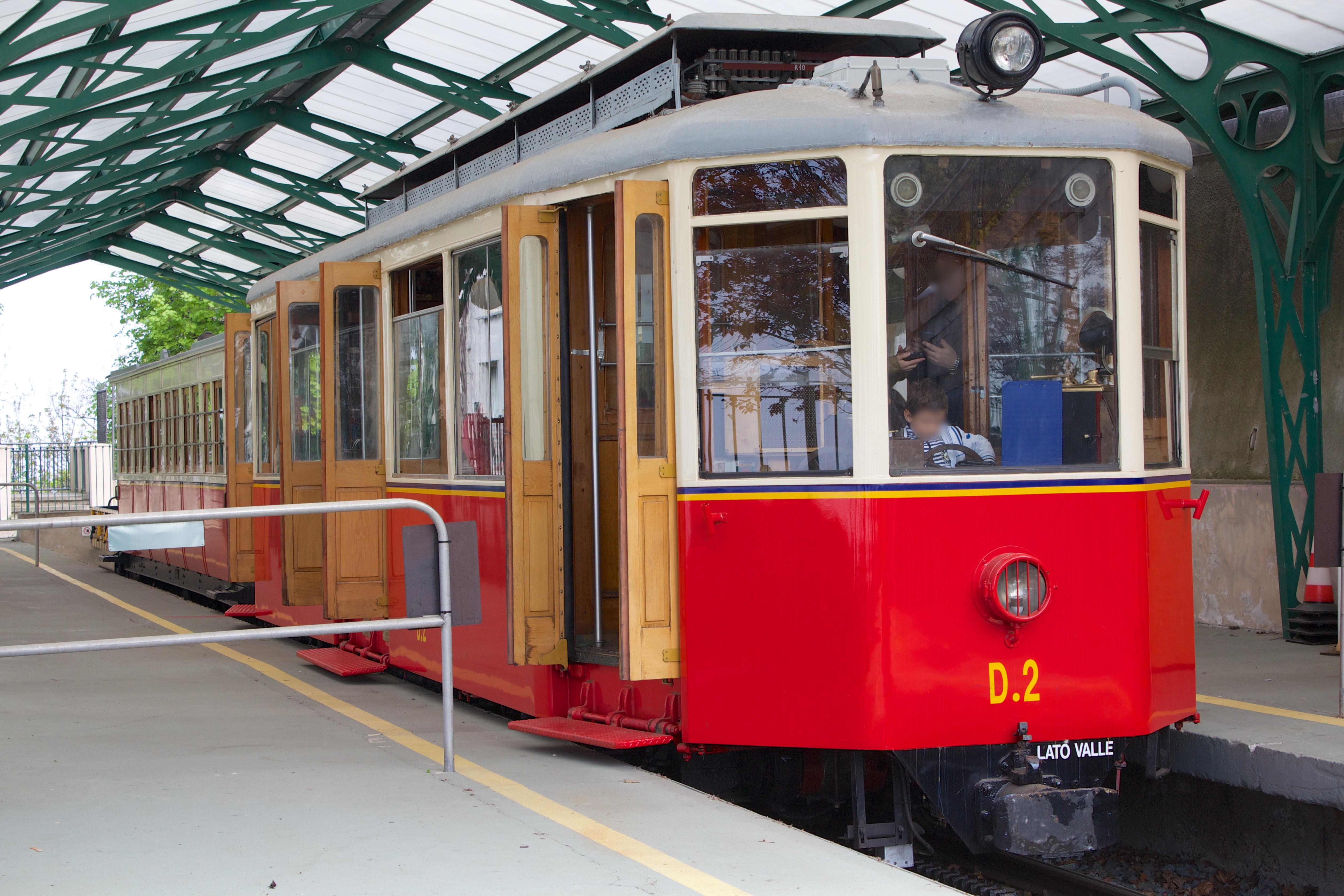
Tandradtramlijn Sassi – Superga. Motorwagen D.2 in het station van Superga; 12 april 2014.

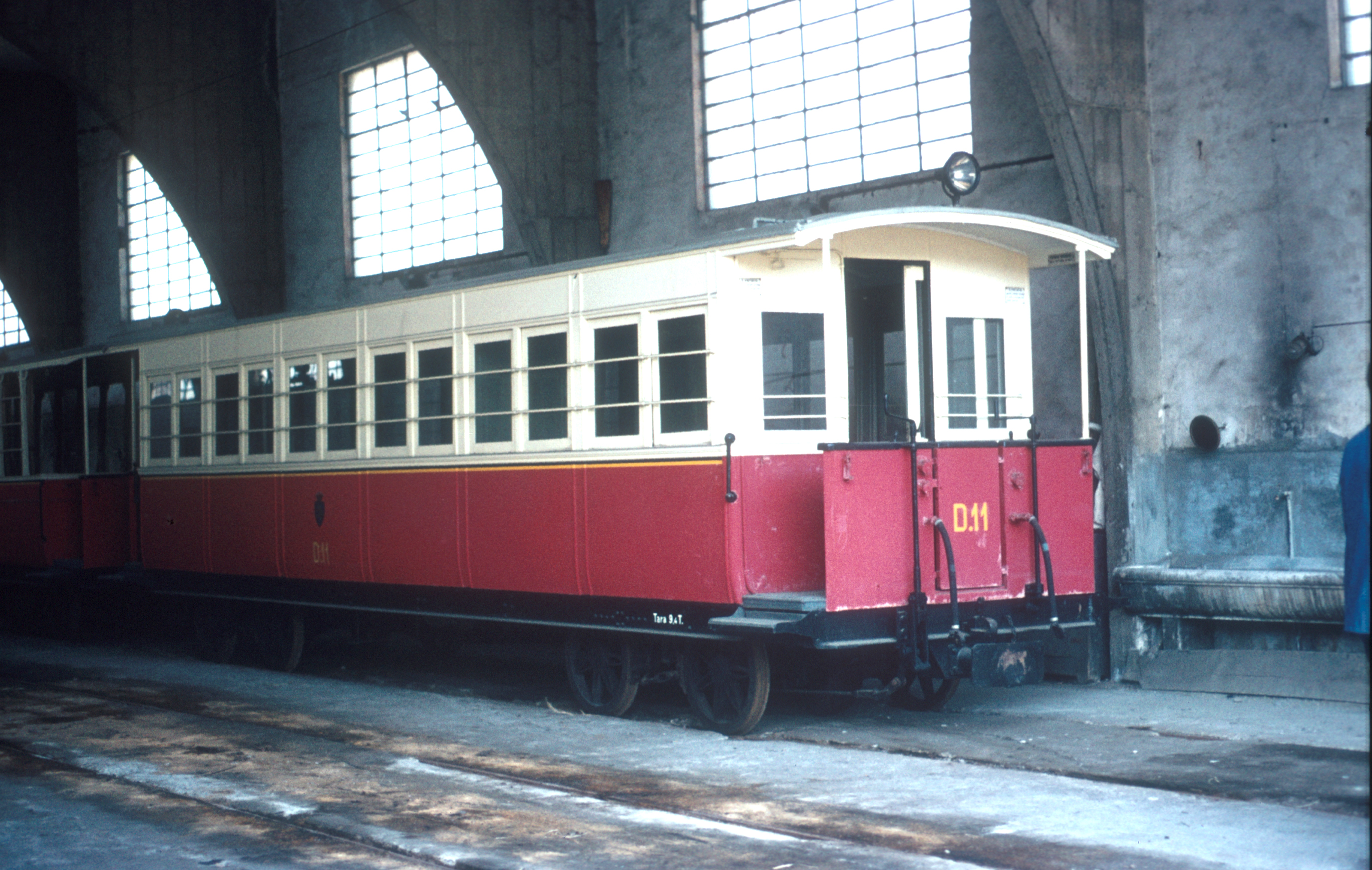
Rijtuig D.11; 16 mei 1976.

De Tram van Turijn is het trambedrijf van de Noord-Italiaanse stad Turijn, de hoofdstad van Piemonte. Zij wordt tegenwoordig door de Gruppo Torinese Trasporti (GTT) geëxploiteerd. Turijn heeft het oudste tramnet van Italië, de eerste paardentram reed al in 1871.
Het net heeft een lengte van 88 kilometer, terwijl de spoorlengte circa 220 kilometer bedraagt. Bij de tram geldt het verbondstarief van de Agenzia per la Mobilità Metropolitana e Regionale, dat ook bij de Metro van Turijn, de S-Bahn en bij het stadsbus en regionaalbusverkeer gebruikt wordt.

## Geschiedenis

### Van de opening tot de naoorlogse tijd
In de tijd van de Risorgimento reden sinds 1845 reeds twee paardenomnibus-lijnen in Turijn. De eerste concessie voor paardentrams werd in 1871 verleend. De Société Société Belge-Turinoise de Tramways (SBT) bouwde met Belgisch kapitaal in enkele jaren een net van negen lijnen op. In 1891 werd met de Società Torinese di Tramways e ferrovie economiche (STT) een tweede bedrijf opgericht, dat drie nieuwe lijnen opende. Vanaf 1893 werden de routes geëlektrificeerd en aan het eind van de eeuw was de elektrificatie voltooid. In deze tijd fuseerden SBT en STT. Bovendien verkreeg een derde bedrijf, de Società Anonima Elettricità Alta Italia (Saesi), de concessie voor de bouw van nieuwe routes.
In 1901 werd het stoppen op verzoek afgeschaft en vaste haltes ingevoerd. Het bedrijf Saesi kwam in 1907 in handen van de gemeente. Toen in 1922 het net van de SBT-STT geïntegreerd werd, werd als exploitatiemaatschappij de Azienda Tranviaria Municipale (ATM) opgericht. Tot de integratie van de netten duurde het echter nog een tijd, omdat de SBT-STT een apart tramnet bezat, eigen trams inzette en als lijnaanduiding letters in plaats van cijfers gebruikte. De uitbraak van de Tweede Wereldoorlog stopte de verdere ontwikkeling en het bombardement van de stad voerde tot beperking van het tramverkeer..

### Van 1949 tot mei 1982
In 1949 bereikte het net van de tram van Turijn met 23 lijnen zijn grootste omvang. In de jaren vijftig werden ondanks de sterke groei van de bevolking van Turijn zes lijnen opgeheven. In de zelfde tijd werden echter ook de eerste gelede wagens met een lengte van meer dan 18 meter (Serie 2700) ingezet. In de jaren zestig raakte de tram door de massamotorisering op de achtergrond en er werden nog zes lijnen opgeheven met de reorganisatie van het lijnennet van 1966. Als gevolg van de oliecrisis van 1973 kwam het in het volgende decennium tot een lichte opleving.
Voor de reorganisatie van het net van 2 mei 1982 werden bijna alle stadsdelen door 14 tramlijnen ontsloten.
De volgende lijnen reden voor 2 mei 1982:
- 1 - Via Catania – Corso Settembrini (1953-1982)
- 1/ - Corso Regio Parco – Corso Tazzoli (1961-1982)
- 2 - Piazza Campanella – Piazza Toselli (1929-1982)
- 3 - Largo Gottardo – Via Brissogne (1898-1982)
- 4 - Via Crevacuore – Piazza Gran Madre (1924-1982)
- 5 - Via Fattori – Piazza Coriolano (1901-1982)
- 6 - Via Fidia – Piazza Castello (1924-1982)
- 7 - Piazza della Repubblica – Piazza Coriolano (1975-1982)
- 8 - Via Paroletti – Piazza Caio Mario (1914-1982)
- 9 - Via Massari – Corso Sebastopoli (1925-1982)
- 10 - Largo Gottardo – Corso Tazzoli (1912-1982)
- 15 - Largo Gottardo – Corso Maroncelli (1924-1982)
- 16 - Piazza della Repubblica (Ringlinie) (1924-1982)
- 19 - Via Amati (Venaria Reale) – Piazza Galimberti (1925-1982)

### Sinds mei 1982
Enkele lijnen reden voor de reorganisatie van het lijnennet van mei 1982 gedeeltelijk op gemeenschappelijke routes, bijvoorbeeld de lijnen 2 en 4 in het stadsdeel Parella, de lijnen 3, 10 en 15 in het stadsdeel Barriera di Milano, de lijnen 3 en 5 in het stadsdeel San Paolo en de lijnen 5 en 7 in het stadsdeel Vanchiglia. Een doel van reorganisatie van het lijnennet was het, op elke route nog slechts een lijn te laten rijden. Bovendien werden kortere lijnen tot doorgaande lijnen samengevoegd. Zo werd lijn 18 de route van de oude lijnen 1 en 8. De reorganisatie werd door de reizigers bekritiseerd ook omdat er buslijnen gewijzigd of opgeheven werden.
Het huidige net is op deze reorganisatie gebaseerd, die afkomstig is van de toenmalige verkeerswethouder Rolando. Het plan voorzag de instelling van een 'Metropolitana leggera' (sneltram) op de lijnen 1 tot 5, die de hoofdlijnen van het net met lange lijngedeelten op eigen baan zouden vormen. Deze zouden met traditionele tramlijnen (10, 13, 14, 15, 16 Ring, 17 en 18) aangevuld worden en daarmee een rastervormig net bereikt worden, dat overlappingen met andere lijnen vermeed en hogere reissnelheden bereikte.
Van dit plan werd aanvankelijk slechts lijn 3 uitgevoerd, terwijl de lijnen 2 en 5, die aanvankelijk door buslijnen bediend werden, niet gebouwd werden. Ook de trambanen voor de lijnen 14 en 17 werden niet gebouwd. In de volgende maanden werd lijn 12 ingesteld, die de leemtes sloot, de door de opheffing van de lijnen 9 en 19 ontstaan waren. Deze lijn werd dan in de lijnen 11 en 12 opgedeeld en in 1998 opgeheven.
Naar aanleiding van het wereldkampioenschap voetbal van 1990 werd lijn 9 aangelegd, die de gelijke Parameter als lijn 3 heeft. Zij verbindt het Torino Esposizioni met het stadsdeel Lanzo inclusief een aftakking naar het Juventus Stadium (voorheen Stadio delle Alpi). Tussen 2002 en 2007 werd lijn 9 wegens bouwwerkzaamheden voor metro-lijn M1 met bussen gereden. Sinds de heropening kunnen trams van de serie 7000 op deze route niet meer ingezet worden.
In de eerste jaren van de 21e eeuw werd lijn 4 met circa 10 kilometer naar 18 kilometer verlengd. Het grootste deel van het nieuwbouwtraject verloopt op eigen baan.
In 2002 werd lijn 1 wegens bouwwerkzaamheden voor de metro opgeheven. Sinds 2007 is lijn 1 door de metro vervangen. In 2007 hebben de bouwwerkzaamheden de Via Nizza bereikt, daarom is sindsdien ook lijn 18 buiten dienst.
Sinds 2002 verkeert in de Adventstijd en op de ecologische zondagen (Domeniche ecologiche) lijn 13/ met historische trams, die de route van lijn 13 op de route Statuto – Gran Madre volgt. Deze lijn reed ook gedurende de Olympische Winterspelen 2006.
Wegens bouwwerkzaamheden voor de S-Bahn-tunnel Passante Ferroviario werd lijn 10 vanaf augustus 2006 met het lijngedeelte Porta Susa – Via Massari verkort en eindigde sindsdien op Rondò della Forca. Op zond- en feestdagen reed lijn 10 niet meer. In 2011 werd het noordelijke eindpunt naar Piazza Statuto verlegd en in september 2012 werd de lijn in zuidelijke richting langs de Corso Settembrini verlengd.
In oktober 2007 werd voor de duur van twee maanden ter gelegenheid van het honderdjarige jubileum van de GTT / ATM een tweede historische lijn ingesteld: Ringlijn 7. Daarmee werd op de tramlijn geanticipeerd die sinds 28 maart 2011 in relatie met de feestelijkheden ter gelegenheid van de 150e verjaardag van de Eenheid van Italië ingesteld werd. Zij rijdt in het stadscentrum met ongeveer een dozijn historische trams uit de jaren dertig tot zestig.
Op 28 maart 2011 werd uiteindelijk het dagelijkse verkeer op de historische lijn 7 met een dubbele lus in de binnenstad ingevoerd. Vanwege de geringe gebruik werd de dienst vanaf 1 juli 2011 tot zaterdagen en zondagen beperkt.
Na het einde van de feestelijkheden ter gelegenheid van de 150e verjaardag van de eenheid van Italië (28 maart tot 27 november), op 27 november 2011 eindigde de geplande diensttijd. Met een gewijzigde route werd aansluitend echter weer de dagelijkse dienst ingevoerd. De nieuwe route bediende niet meer de Porta Susa, Piazza Statuto en Piazza della Repubblica ten gunste van de Via Cernaia en de Via XX Settembre (Dom en Porta Palatina) en verloopt dan in plaats van via de Piazza Carlo Emanuele II over de Via Po en de Corso Cairoli en komt langs het Parco del Valentino.
Op 3 december 2013 werd lijn 13 (voorlopig) opgeheven, nadat bij de montage van kerstverlichting de bovenleiding in de omgeving van de Piazza Risorgimento beschadigd werd. Zij werd op 7 januari 2016 weer in gebruik genomen. Wegens de voortgaande uitbouw van de bestuurderloze metro van Turijn reden in 2013 nog slechts de lijnen 3, 4, 9, 10 en museumlijn 7. Alle andere lijnen werden met bussen gereden. Zelfs op enkele belangrijke knooppunten kwamen geen trams meer. Diverse lijnen worden nog steeds bedreigd met opheffing.

## Overzicht
Het tramnet wordt door 10 lijnen bereden, die 12 verschillende routes berijden, omdat enkele lijnaanduidingen voor verschillende routes gebruikt worden: Dit geldt voor de beide ringlijnen om het stadscentrum, de 16 CD en 16 CS, waarbij CS voor Circolare Sinistra (ring tegen de klok in) en CD voor Circolare Destra (ring met de klok mee) staat, en de lijnen naar het stadion van Juventus. Ook de tandradbaan Sassi – Superga, die de gelijknamige heuvel op een hoogte van 672 meter boven de zeespiegel verbindt, behoort tot het tramnet van Turijn.
Het net omvat een spoorlengte van 220 kilometer (waarvan 100 kilometer op eigen baan). Het wagenpark van de tram van Turijn is wereldwijd een van de meest gevarieerde. In de planmatige dienst rijden voor een deel zeer waardevolle historische trams. De tandradbaan Sassi – Superga rijdt zelfs met trams uit 1884, die zoals het gehele wagenpark van Turijn zorgvuldig gerestaureerd werden.
De ATTS (Associazione Torinese Tram Storici – Turijnse Vereniging voor Historische Trams) ontvangt samen met de GTT van de Italiaanse Regering subsidie tot behoud van de trams, omdat de tram als ecologisch vervoermiddel en cultureel erfgoed een grote betekenis voor de stad heeft. Ieder jaar organiseert de ATTS het 'Torino Trolley Festival', het eerste en enige feest met historische en moderne trams in zijn soort in Italië.

## Huidige Lijnennet

### Stadslijnen
Het lijnennet omvat negen lijnen, waarvan lijn 16 uit twee ringlijnen (16 CS links, 16 CD rechts) en lijn 9 uit een stamlijn en een doorstreepte lijn (9, 9/) bestaat:
| Lijn  | Route                                                   | Lengte  | Opmerkingen                                                                   |
| ----- | ------------------------------------------------------- | ------- | ----------------------------------------------------------------------------- |
| 3     | Corso Tortona – Piazzale Vallette                       | 9,35 km |                                                                               |
| 4     | Strada del Drosso – Via delle Querce                    | 17,8 km |                                                                               |
| 7     | Piazza Castello – Station Porta Nuova – Piazza Castello | 6,9 km  | ringlijn met historische trams                                                |
| 9     | Piazza Stampalia – Corso Massimo D'Azeglio              | 9,4 km  |                                                                               |
| 9/    | Piazza Bernini – Juventus Stadium                       | 5,5 km  | rijdt alleen bij evenementen in de Juventus Arena                             |
| 10    | Piazza Statuto – Corso Settembrini / Piazza Caio Mario  | 9,3 km  | wegens bouwwerkzaamheden voor de spoorwegtunnel Passante Ferroviario ingekort |
| 13    | Piazza Campanella – Piazza Gran Madre                   | 6,7 km  | rijdt alleen op werkdagen en alleen overdag                                   |
| 15    | Via Brissogne – Piazza Coriolano                        | 11,5 km |                                                                               |
| 16 CS | Piazza Sabotino – Via Rossini – Piazza Sabotino         | 12 km   | ringlijn tegen de klok in                                                     |
| 16 CD | Piazza Sabotino – Via Rossini – Piazza Sabotino         | 12 km   | ringlijn met de klok mee                                                      |
| 79    | Piazza Gustavo Modena – Basilica di Superga             | 3,1 km  | tandradbaan Sassi – Superga                                                   |

### Metrotranvia
De lijnen 3 en 9 werden in de jaren tachtig als Metrotranvia (sneltram) verbouwd. Tegenwoordig worden zij als tramlijnen op volledig eigen baan aangeduid. Op deze lijnen worden lagevloertrams van de series 5000 en 6000 ingezet.
Lijn 4 heeft een soortgelijk karakter als lijn 3, hier worden echter andere trams ingezet. Ook lijn 4 beschikt voor het grootste deel over een eigen baan en bereikt zo een hogere reissnelheid. Op deze lijn rijden trams van de serie 6000.

## Wagenpark
Het wagenpark van de tram van Turijn is zeer gevarieerd, omdat er enerzijds trams uit de jaren zestig in de lijndienst worden ingezet (de 'ombouwwagens' uit de jaren derig zijn), anderzijds rijden er ook moderne lagevloertrams met een lengte van 34 meter.

### Trams in de lijndienst
- Serie 2800-2857: gelede wagens met twee bakken en drie draaistellen van het type 2800 (eerste serie) - bouwjaren: 1958-1960 (uit twee vierassige motorwagens van de series 2100 / 2200 uit de jaren dertig samengesteld), gemoderniseerd in de jaren tachtig. Nog aanwezig: 43.
- Serie 2858-2902: gelede wagens met twee bakken en drie draaistellen van het type 2800 (tweede serie); bouwjaar: 1982 (uit vierassige motorwagens van de serie 2500 uit de jaren dertig samengesteld). Nog aanwezig: 44.
- Serie 5000-5053: gelede wagens T.P.R. (= tram a pianale ribassato) met twee bakken en drie draaistellen (lagevloer) - Fiat/Stanga; bouwjaren: 1989-1992. Aanwezig: 53.
- Serie 6000-6005 - Alstom Cityway: eenrichtings-gelede wagens met zeven bakken, waarvan drie zwevende middenbakken (100 % lagevloer); bouwjaar: 2001. Aanwezig: 6.
- Serie 6006-6054 - Alstom Cityway: tweerichting-gelede wagens met zeven bakken, waarvan drie zwevende middenbakken (100 % lagevloer); bouwjaren: 2001-2003. Aanwezig: 49.
- Serie 7000-7039 - tweerichting-gelede wagens M.L. (= metropolitana leggera) met twee wagenbakken en drie draaistellen - AEG - bouwjaren: 1982-1986. Aanwezig: 39.

### Historische trams
- Motorwagen 116 (serie 101-150) - Bouwjaar: 1911 (gerestaureerd: 1976)
- Motorwagen 201 (serie 201-230) - Bouwjaar: 1938 (uit Bologna; gerestaureerd: 2011)
- Motorwagen 312 - Bouwjaar: 1938 (type MRS uit Rome; gerestaureerd: 2010)
- Motorwagen 502 (serie 501-506) - Bouwjaar: 1924 (niet rijvaardig opgeknapt 2000, rijvaardig gerestaureerd: 2009)
- Motorwagen 2592 (serie 2575-2599) - Bouwjaar: 1932 (gerestaureerd door de ATTS in samenwerking met de GTT, gerestaureerd: 2009)
- Motorwagen 2595 (serie 2575-2599) - Bouwjaar: 1932 (gerestaureerd: 1999)
- Motorwagen 2598 (serie 2575-2599) - Bouwjaar: 1932 (gerestaureerd: 2010 in de oorspronkelijke uitvoering)
- Motorwagen 2759 (serie 2700-2771) - Bouwjaar: 1959 (gerestaureerd: 2012)
- Motorwagen 2847 (serie 2800-2857) - Bouwjaar: 1960 (gerestaureerd: 2009)
- Motorwagen 3104 (serie 3100-3229) - Bouwjaar: 1949 (gerestaureerd: 2010 in de afleveringstoestand)
- Motorwagen 3203 (serie 3100-3229) - Bouwjaar: 1958 (gerestaureerd: 2001)
- Motorwagen 3279 (serie 3250-3279) - Bouwjaar: 1959 (gerestaureerd: 2001)
- Motorwagen 3501 - Bouwjaar: 1948 (gerestaureerd: 1998)

### Nog niet gerestaureerde historische trams
De volgende wagens (behalve motorwagen 401) worden in de toekomst door de Associazione Torinese Tram Storici gerestaureerd: voor de inzet op de historische lijn 7 met hulp van de financiering des ministerie van milieu en de GTT:
- 447 - voorheen Tram van Triëst (voltooiing was voorzien voor 2012)
- 401 - voorheen Tram van Rome (eerste gelede motorwagen ter wereld met Giostra Urbinati (dt: Urbinati-Karussell), die restauratie vordert langzaam)
- 961 - type Peter Witt Car, voorheen Tram van Napels (voltooiing vindt plaats na wagen 447)
- S1 - railreiniger voorheen Tram van Rome, (restauratie op lange termijn)
- 2401 + 3404 - tramstel van het type M4.65 van de Tram van München (restauratietermijn nog niet gepland)

Voorts kon de ATTS bij een schroothandelaar motorwagen 2593 redden en wil deze tot 'Cultuurtram' bestemmen.

### Niet rijvaardige historische trams
tentoongesteld in het museum van de GTT in Sassi
- Wagen 197 - paardentram
- Belgische wagen 209 - gerestaureerd: 2006, eerste restauratie van de ATTS

### Trams van de tandradbaan Sassi – Superga
- D.1: Motorwagen (tweeasser) - Bouwjaar: 1934
- D.2 en D.3 - Motorwagen (vierasser): Bouwjaar: 1934
- D.11 en D.12: Bijwagen (vierasser) - Bouwjaar: 1884
- D.13 en D.14: Open bijwagen (vierasser) - Bouwjaar: 1884
- S.21 en S.22: Wagen voor materiaal- of fietsenvervoer

### Bijzondere trams
- Motorwagen 2807: historische beschildering met licht- en donkergroen
- Motorwagen 2815: historische beschildering met licht- en donkergroen
- Motorwagen 2852 : historische beschildering met licht- en donkergroen
- Motorwagen 2855: historische beschildering met licht- en donkergroen
- Motorwagen 2841: tram met gastronomie 'Ristocolor' (sinds 2002)
- Motorwagen 2823: 'Gustotram' (sinds 2011)
- Motorwagen 3179: 'Tram Teatro' - Bouwjaar: 1958 (gerestaureerd: 2007)
- Motorwagen 3262: 'Tram Progetto Diogene': Bouwjaar: 1958 (gepland is restauratie in eindtoestand, eind jaren negentig)

### Werkwagens
- Motorwagen T420: Slijpwagen (buiten dienst)
- Motorwagen T427: Zandstrooiwagen
- Motorwagen T450: Rangeerlocomotief - Bouwjaar: 1957

Rangeerlocomotief T450 werd gebouwd met gebruikmaking van het onderstel en de elektrische installatie van wagen ATM 37 uit het begin van de 20e eeuw.